# Pentacentrus brunneus
Pentacentrus brunneus är en insektsart som beskrevs av Lucien Chopard 1930. Pentacentrus brunneus ingår i släktet Pentacentrus och familjen syrsor. Inga underarter finns listade i Catalogue of Life. Artens utbredning är den malaysiska delstaten Sarawak på norvästra Borneo.